# Хвощ великий
Хвощ великий (Equisetum telmateia) — вид хвощеподібних рослин.

## Поширення
Зустрічається в Європі від півдня Скандинавії до Середземномор'я і Криму, на Кавказі, у Північній Африці, на заході Північної Америки, в горах піднімається до середнього гірського поясу. Як правило, зростає в букових і дубових лісах, по узліссях в районах з відносно теплим кліматом.
В Україні релікт третинного періоду. Росте в тінистих лісах Карпат, а також зрідка в деяких районах рівнинної частини України.

## Опис
Має два типи пагонів. Рослина досягає 1 м заввишки, зустрічається зрідка по заболочених місцях, у тінистих лісах, на узліссях та на схилах.

## Підвиди
- Equisetum telmateia subsp. telmateia. (Європа, Західна Азія, Північна Африка)
- Equisetum telmateia subsp. braunii (Milde) Hauke. (Північна Америка)

## Збереження
В Україні вид занесений до офіційного переліку регіонально рідкісних рослин Донецької, Кіровоградської, Харківської, Луганської, Вінницької, Хмельницької областях. Також занесений до Червоних книг Білорусі, Литви, Латвії.